# Grand Ridge Road
Die Grand Ridge Road ist eine Touristenstraße im südlichen Gippsland im Süden des australischen Bundesstaates Victoria. Sie verbindet die Warragul-Korumburra Road (C425) südwestlich von Seaview mit dem Hyland Highway (C482) nordöstlich von Carrajung. Dabei folgt die Straße, wie ihr Name schon sagt, dem Kamm des Strzelecki-Gebirges.

## Verlauf
Ca. 3 km südwestlich der Siedlung Seaview zweigt die Grand Ridge Road von der Warragul-Korumburra Road (C425) nach Nordosten ab. Nach dem Mount Worth State Park, unmittelbar östlich von Seaview, schlägt die Straße eine südöstliche Richtung ein und quert den Tarwin River West Branch. Bei Mirboo North kreuzt sie den Strzelecki Highway (B460) und setzt ihren Weg nach Südosten fort. Wenig später schwenkt sie nach Osten und erreicht  ca. 25 km weiter den Tarra-Bulga-Nationalpark.
An der Nordgrenze des Nationalparks entlang führt die Grand Ridge Road durch den Ort Balook und weiter nach Nordosten. Ca. 3 km nordöstlich der Siedlung Carrajung trifft sie auf den Hyland Highway (C482) und endet.

## Touristische Bedeutung und Straßenzustand
Die bei Touristen beliebte Straße führt durch sehenswerte Landschaften von weitem Bauernland bis zu dichten Wäldern. Besonders der Mount Worth State Park im Westteil der Grand Ridge Road und der Tarra-Bulga-Nationalpark im Ostteil der Straße sind empfehlenswert.
Die Straße ist nur teilweise befestigt und relativ schmal. Sauber asphaltierte Abschnitte wechseln mit unbefestigter Schotterstraße und sogar Waschbrettpiste ab.

## Nummerierung
Die Straße ist auf ihrer gesamten Länge als Touristenroute 93 ausgewiesen. Der östliche Streckenabschnitt ab dem Tarra-Bulga-Nationalpark trägt zusätzlich die Bezeichnung C484.